# تشنار (كوهستان)
تشنار (بالفارسية: چنار) هي قرية تقع في إيران في Kuhestan Rural District. يقدر عدد سكانها بـ 20 نسمة .